# Ooquiste

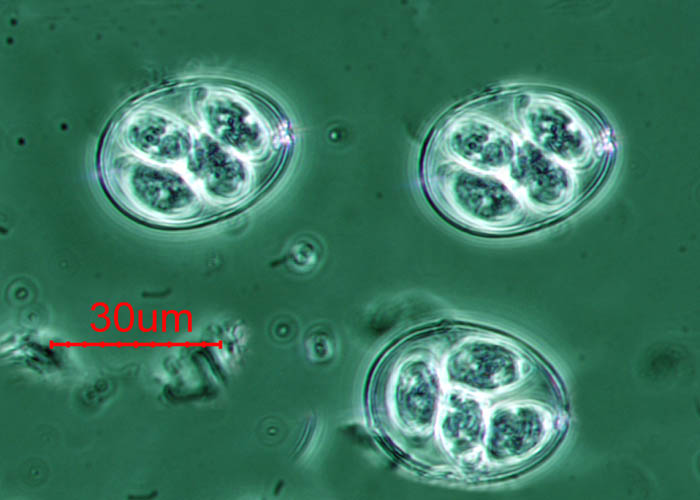
Ooquistes de Eimeria maxima conteniendo 4 esporas.

Ciclo vital genérico de un apicomplejo: 1-ooquiste conteniendo el cigoto, 2-esporozoítos, 3-merozoitos, 4-gametocitos.

En biología y parasitología, un ooquiste, ovoquiste u oocisto es el quiste que forma el cigoto de un parásito apicomplejo. El término procede de las raíces griegas ᾠόν (ōo, huevo) y κύστις (kyst, bolsa). El ooquiste es un estado de reposo en el que el cigoto, rodeado de una pared gruesa, madura. Cuando esto sucede, el ooquiste se abre y libera los esporozoítos infecciosos.